# Sângeorgiu de Mureș
Sângeorgiu de Mureș (węg. Marosszentgyörgy) – wieś w Rumunii, w okręgu Marusza, w gminie Sângeorgiu de Mureș. W 2011 roku liczyła 8800 mieszkańców.